# 後藤和彦 (アメリカ文学者)
後藤 和彦（ごとう かずひこ、1961年 - ）は、アメリカ文学者、東京大学教授。
福岡市生まれ。福岡県立修猷館高等学校を経て、1983年九州大学文学部卒業、1988年東京大学大学院英文学博士課程中退、東京女子大学文理学部専任講師、92年助教授、1997年立教大学文学部英米文学科助教授、99年教授。2017年東京大学人文社会系研究科英文科教授。

## 著書
- 『迷走の果てのトム・ソーヤー 小説家マーク・トウェインの軌跡』松柏社 2000
- 『敗北と文学 アメリカ南部と近代日本』松柏社 2005

### 共編著
- 『トム・ソーヤとハックルベリー・フィン マーク・トウェインのミシシッピ河』今村楯夫,和田悟共著 求龍堂 1996
- 『文学の基礎レッスン』編著 春風社（立教大学人文叢書）2006

## 参考
- 著書の略歴、J-Global 研究者情報